# Lijst van voetbalinterlands Malawi - Zuid-Soedan
Deze lijst van voetbalinterlands is een overzicht van alle officiële voetbalwedstrijden tussen de nationale teams van Malawi en Zuid-Soedan. De landen hebben tot op heden twee keer tegen elkaar gespeeld. De eerste ontmoeting, een kwalificatiewedstrijd voor de Afrika Cup 2021, werd gespeeld in Blantyre op 13 november 2019. Het laatste duel, de returnwedstrijd in dezelfde kwalificatiereeks, vond plaats op 24 maart 2021 in Omdurman (Soedan).

## Wedstrijden
| № | Plaats   | Datum            | Competitie                   | Wedstrijd            | Uitslag |
| - | -------- | ---------------- | ---------------------------- | -------------------- | ------- |
| 1 | Blantyre | 13 november 2019 | Afrika Cup 2021 kwalificatie | Malawi − Zuid-Soedan | 1 − 0   |
| 2 | Omdurman | 24 maart 2021    | Afrika Cup 2021 kwalificatie | Zuid-Soedan − Malawi | 0 − 1   |

## Samenvatting
| Competitie              | Totaal gespeeld | Winst Malawi | Gelijk | Winst Zuid-Soedan | Doelsaldo Malawi – Zuid-Soedan |
| ----------------------- | --------------- | ------------ | ------ | ----------------- | ------------------------------ |
| Afrika Cup-kwalificatie | 2               | 2            | 0      | 0                 | 2 − 0                          |
| Totaal                  | 2               | 2            | 0      | 0                 | 2 − 0                          |

FAM · 
Bondscoaches · 
Topscorers · 
Malawisch vrouwenelftal
1962 - 1969 · 
1970 - 1979 · 
1980 - 1989 · 
1990 - 1999 · 
2000 – 2009 · 
2010 – 2019 ·
2020 − 2029
Algerije ·
Angola ·
Bangladesh ·
Benin ·
Botswana ·
Burkina Faso ·
Burundi ·
Comoren ·
Congo-Brazzaville ·
Congo-Kinshasa ·
Djibouti ·
Egypte ·
Equatoriaal-Guinea ·
Eritrea ·
Ethiopië ·
Gabon ·
Ghana ·
Guinee ·
Ivoorkust ·
Jemen ·
Kameroen ·
Kenia ·
Lesotho ·
Liberia ·
Libië ·
Madagaskar ·
Mali ·
Marokko ·
Mauritius ·
Mozambique ·
Namibië ·
Nigeria ·
Oeganda ·
Rwanda ·
Sao Tomé en Principe ·
Senegal ·
Seychellen ·
Sierra Leone ·
Soedan ·
Somalië ·
Swaziland ·
Tanzania ·
Togo ·
Tsjaad ·
Tunesië ·
Zambia ·
Zimbabwe ·
Zuid-Afrika ·
Zuid-Soedan
SSFA · Zuid-Soedanees vrouwenelftal
Interlands
Tegenstander:
Benin ·
Botswana ·
Burkina Faso ·
Burundi ·
Congo-Brazzaville ·
Congo-Kinshasa ·
Djibouti ·
Egypte ·
Equatoriaal-Guinea ·
Ethiopië ·
Gabon ·
Gambia ·
Jordanië ·
Kameroen ·
Kenia ·
Malawi ·
Mali ·
Mauritanië ·
Mozambique ·
Oeganda ·
Oezbekistan ·
Rwanda ·
Sao Tomé en Principe ·
Senegal ·
Seychellen ·
Soedan ·
Somalië ·
Togo ·
Zuid-Afrika